# أنطون كلاوس
أنطون كلاوس (بالإنجليزية: Anton Klaus)‏ هو سياسي أمريكي، ولد في 30 ديسمبر 1829، وتوفي في 1899.